# Invasió (pel·lícula de 2007)
Invasió (títol original en anglès The Invasion) és una pel·lícula australoestatunidenca del 2007 dirigida per Oliver Hirschbiegel. Està basada en el guió de Dave Kajganich, un remake de la pel·lícula del 1956 Invasion of the Body Snatchers. És protagonitzada per Nicole Kidman i per Daniel Craig. S'ha doblat i subtitulat al català.

## Argument
Després de l'explosió d'un transbordador espacial de la NASA s'escampa un virus alienígena pertot la Terra, un virus que afecta el comportament de la gent mentre dorm.
Una de les primeres persones infectades és en Tucker (Jeremy Northam), un director de la CDC que investigava l'accident. Un cop és vençut pel virus alienígena, en Tucker fa servir la CDC per propagar encara més la infecció, i com que els símptomes s'assemblen força als de la grip comuna, ningú no s'adona dels vertaders efectes de l'impredecible virus.
Mentrestant, l'exdona d'en Tucker, la psiquiatra Carol Bennell (Nicole Kidman), sap que hi ha quelcom d'estrany després de localitzar diversos pacients que diuen que els seus éssers estimats són "impostors".
Amb l'ajuda del seu amic, l'Stephen Galeano (Jeffrey Wright), un biòleg, intenta estudiar el virus, i descobreix que modifica el cervell de la gent mentre dorm.
A partir d'ara haurà de lluitar per sobreviure juntament amb el seu fill petit per tal de no ser vençuda pel virus i aconseguir trobar-ne una cura.

## Repartiment
- Nicole Kidman: Carol Bennell
- Daniel Craig: Ben Driscoll
- Jeremy Northam: Tucker Kaufman
- Jackson Bond: Oliver
- Jeffrey Wright: Dr. Stephen Galeano
- Veronica Cartwright: Wendy Lenk
- Josef Sommer: Dr. Henryk Belicec
- Celia Weston: Ludmilla Belicec
- Roger Rees: Yorish
- Malin Åkerman: Autumn (no surt als crèdits)

## Rebuda
- "La visió de Hirschbiegel parteix d'un error de base. (...) les explícites interpretacions fan que, d'un cop d'ull, se sàpiga qui és humà i qui no. El to de la pel·lícula fuig del terror per emmarcar-se en el del cinema polític post 11-S".[4]
- "Un film que no provoca cap reacció entre l'espectador: ni por, ni sorpresa (...) Un guió conservador fins al moll de l'os, una direcció plana i convencional i un repartiment molt perdut en el disbarat general".[5]